# 2024년 하계 올림픽 스포츠클라이밍
2024년 하계 올림픽 스포츠클라이밍(프랑스어: Escalade aux Jeux olympiques d'été de 2024)은 2024년 하계 올림픽의 정식 종목인 스포츠클라이밍 경기로 2024년 8월 5일부터 8월 10일까지 프랑스 생드니 르부르제 스포츠클라이밍 경기장에서 열린다.
이번 대회는 지난 2020년 도쿄 올림픽 대회에서 처음 정식종목으로 도입된 이래 두번째 대회이다. 지난번보다 2개 종목이 늘어난 남녀 4개 종목으로 나뉘어 치러지며, 스피드 종목에서 컴바인 종목을 분리 신설하였다. 이와 더불어 참가자수도 40명에서 68명으로 대폭 확대하였다.

## 경기 방식

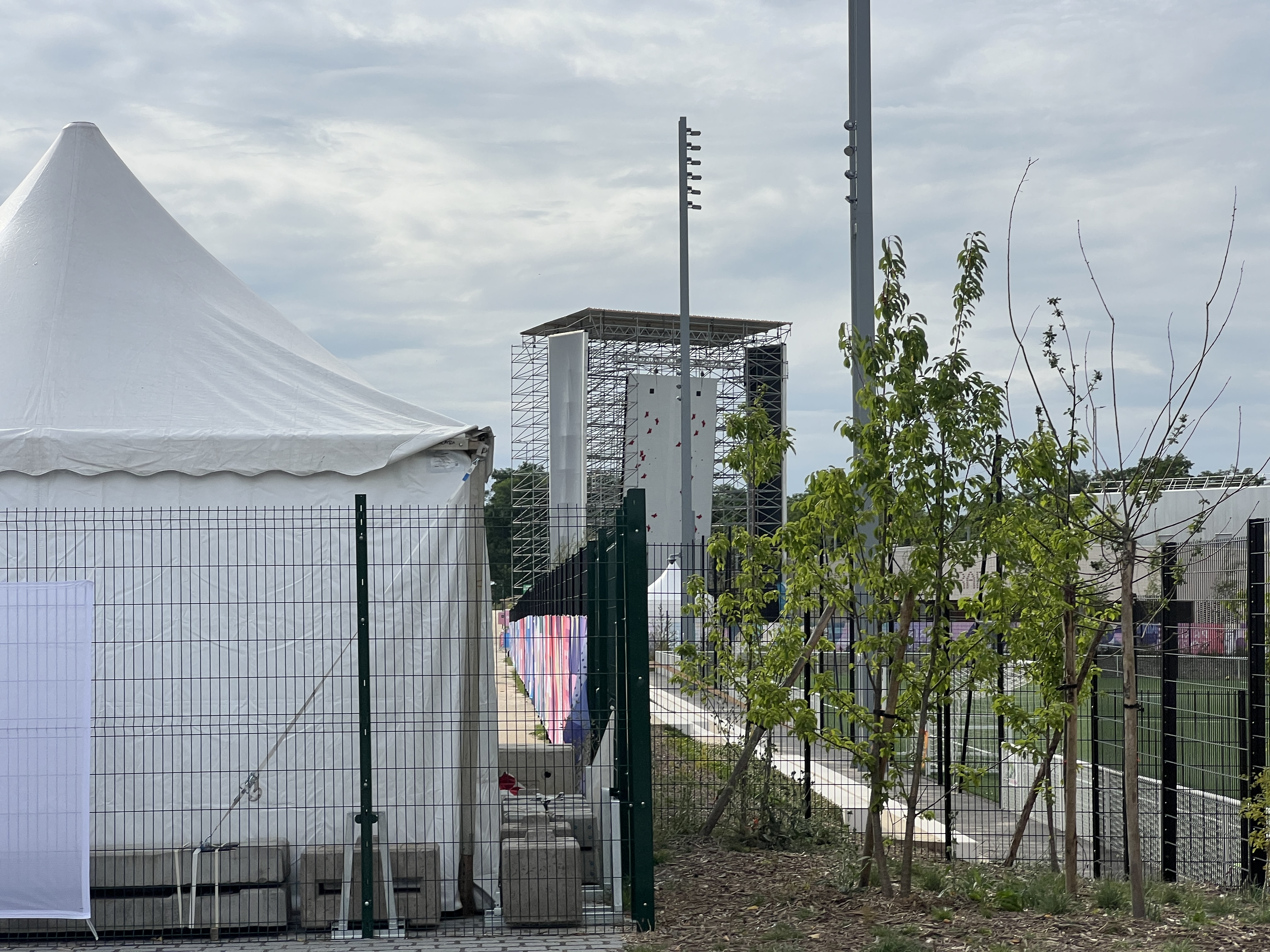
스포츠클라이밍 경기가 치러질 르부르제 스포츠클라이밍 경기장

이번 대회는 프랑스 파리 교외 센생드니주의 르부르제 스포츠클라이밍 경기장에서 치러진다. 생드니 수영장과 더불어 이번 올림픽을 계기로 특별히 신축되는 경기장 2곳 중 하나이다.
2020년 하계 올림픽부터 스포츠클라이밍이 정식 종목으로 편입되자 국제 스포츠클라이밍 연맹(IFSC)는 볼더링 (bouldering), 리드 (Lead), 스피드 (Speed)의 3개 세부종목으로 나뉘어 치러져야 한다는 입장을 밝혔다. 그러나 2020년 대회에서는 남녀 컴바인이라는 1개 단일종목으로만 치러졌다.
2020년 대회에서는 3개 종목을 모두 치른 뒤 각 경기별 순위를 곱하는 채점방식이 선수들에게 몹시 생소하다는 비판과 더불어, 볼더링과 리드, 스피드의 2개 부문별로 특화된 선수들의 특성상 각 경기에 제 힘을 발휘하지 못한다는 비판도 있었다.
결국 국제 올림픽 위원회(IOC)는 클라이밍계의 비판을 수용, 2024년 하계 올림픽부터는 볼더와 리드를 '컴바인' 종목으로 삼고 스피드를 개별종목으로 분리하여 남녀 2개종목, 총 4개 세부 종목을 편성하기로 결정하였다.

### 스피드
스피드클라이밍이 단독 종목으로 편성되며 현재 국제대회 표준으로 삼고 있는 싱글 엘리미네이션 토너먼트전으로 진행된다. 각 선수는 15m 높이의 경기장에서 스피드클라이밍에 나서게 된다.

### 볼더·리드 컴바인
2020년 하계 올림픽 당시 리드, 볼더, 스피드 3개 부문의 각 선수별 경기 순위를 곱하여 최종순위를 도출하였다. 2024년 하계 올림픽에서는 스피드 종목이 분리되면서 국제 스포츠클라이밍 연맹 (IFSC) 측에서 리드와 볼더 부문 경기의 두 점수를 합산하여 최다 점수를 기록한 선수가 승리하는 경기방식을 도입하였다.
당시 도입된 채점방식은 다음과 같다.
- 한 선수당 최대 얻을 수 있는 점수는 200점.
- 볼더 부문 최대점수는 100점, 4개 문제에 1개당 25점.
  - 각 선수당 첫번째 존에서 5점, 두번째 존에서 10점, 탑에서 25점을 획득할 수 있다.
  - 다음 득점위치로 나아가는 시도에서 1회 실패할 때마다 0.1점이 감점된다.
- 리드 부문 최대점수는 100점이며, 루트 정상에 도달하면 만점을 획득한다.
  - 정상까지 이어지는 마지막 40회의 동작을 점수로 평가한다.
  - 톱에 도달하기까지 마지막 10동작은 최대 4점, 그 전의 10동작은 최대 3점, 그 전의 10동작은 최대 2점, 그 전의 10동작은 최대 1점까지 부여된다.
  - 마지막 40동작 이전의 동작은 점수로 평가하지 않는다.

이러한 채점방식은 2022년 3월 스페인 바르셀로나에서 열린 샤르마 클라이밍 시범경기에서 점수분배 방식을 살짝 바꾸어 처음 도입하였다. 본격적으로 국제대회에 도입된 것은 2022년 8월 독일 뮌헨에서 열린 IFSC 클라이밍 유럽 선수권 대회와 2022년 10월 일본 모리오카에서 열린 IFSC 클라이밍 월드컵부터였다.

## 예선
이번 대회에는 총 68명의 선수에게 올림픽 출전권이 부여된다. 세부적으로는 스피드 종목 28명, 볼더·리드 컴바인 종목에 40명이 출전하게 되며, 지난 대회 출전규모인 40명에서 약 70% 증가한 규모다. 각 국가당 최대 4명의 선수를 2개 종목에 걸쳐 출전시킬 수 있다.
올림픽 진출 예선기간은 2023년 8월 1일부터 8월 12일까지 스위스 베른에서 열린 2023년 IFSC 클라이밍 세계 선수권 대회부터 시작되었다. 이 대회에서 볼더와 리드 컴바인 종목 메달리스트 1위~3위, 스피드클라이밍 종목 1·2위 선수에게는 자동 출전권이 부여되고, 차순위 10명에게는 남녀 국가별 출전선수 2명 제한에 따라 출전권이 부여되었다.
이후 2023년 9월부터 12월까지 5대륙별 예선대회 (아시아, 아프리카, 아메리카, 유럽, 오세아니아)에서 뛰어난 성적을 거둔 볼더·리드 컴바인 종목 선수 20명, 스피드 종목 선수 10명에게 출전권을 우선 분배하고, 2024년 3월부터 6월까지 열리는 올림픽 예선시리즈 3경기 결과에 따라 나머지 출전권을 모두 분배하였다.
개최국 프랑스는 상술한 대회에서 출전권을 얻은 선수가 없을 경우, 각 종목당 남녀 1명씩 출전권을 보장받게 된다. 이와는 별개로 남녀 2명씩 총 4명의 출전권을 '다양성 원칙'에 따라 출전권 미확보 국가에게 분배하였다.

## 경기 일정
| 볼 | 볼더 준결승전 | 리 | 리드 준결승전 | 예 | 예선전 | 결 | 결승전 |

| 종목 / 날짜 | 8월 5일 | 8월 6일 | 8월 7일 | 8월 8일 | 8월 9일 | 8월 10일 |
| ----------- | ------- | ------- | ------- | ------- | ------- | -------- |
| 남자 컴바인 | 볼      |         | 리      |         | 결      |          |
| 남자 스피드 |         | 예      |         | 결      |         |          |
| 여자 컴바인 |         | 볼      |         | 리      |         | 결       |
| 여자 스피드 | 예      |         | 결      |         |         |          |

## 메달리스트
| 종목               | 금                             | 은                        | 동                           |
| ------------------ | ------------------------------ | ------------------------- | ---------------------------- |
| 남자 컴바인 자세히 | 토비 로버츠 · 영국             | 안라쿠 소라토 · 일본      | 야코프 슈베르트 · 오스트리아 |
| 여자 컴바인 자세히 | 야냐 가른브레트 · 슬로베니아   | 브룩 라부투 · 미국        | 제시카 필츠 · 오스트리아     |
| 남자 스피드 자세히 | 베드릭 레오나르도 · 인도네시아 | 우펑 · 중화인민공화국     | 샘 왓슨 · 미국               |
| 여자 스피드 자세히 | 알렉산드라 미로스와프 · 폴란드 | 덩리쥐안 · 중화인민공화국 | 알렉산드라 카우츠카 · 폴란드 |